# Ceraia usterioides
Ceraia usterioides é uma espécie de orquídea de flores pequenas que duram muito pouco, mas que floresce diversas vezes ao ano, nativa das Filipinas.